# نووی آرتائول
نووی آرتائول (انگلیسی: Novy Artaul) یک شهرک در شهرستان یانائولسکی استان باشقیرستان کشور روسیه است.